# Tilton on the Hill
Tilton on the Hill, ook Tilton, is een civil parish in het bestuurlijke gebied Harborough, in het Engelse graafschap Leicestershire met 601 inwoners.